# Boys & Girls (альбом Alabama Shakes)
Boys & Girls — дебютний студійний альбом американського рок-гурту Alabama Shakes, представлений 9 квітня 2012 року. Платівка досягла шостої позиції у Billboard 200 та третьої - у британському чарті.

## Огляд та критика
Одразу після релізу альбом потрапив на №16 у чарті Billboard 200 (США), 12 квітня 2012 року - на №13 у чарті Ірландії, у чарті Великої Британії стартував із №3. На кінець квітня 2015 було продано 744 000 копій платівки у США.
Журнал Rolling Stone помістив альбом на №34 у список 50 найкращих альбомів 2012 року.

## Список композицій
| #   | Назва                                               | Тривалість |
| --- | --------------------------------------------------- | ---------- |
| 1.  | «Hold On»                                           | 3:46       |
| 2.  | «I Found You»                                       | 2:59       |
| 3.  | «Hang Loose»                                        | 2:24       |
| 4.  | «Rise to the Sun»                                   | 3:08       |
| 5.  | «You Ain't Alone»                                   | 4:44       |
| 6.  | «Goin' to the Party»                                | 1:45       |
| 7.  | «Heartbreaker»                                      | 3:47       |
| 8.  | «Boys & Girls»                                      | 3:25       |
| 9.  | «Be Mine»                                           | 4:14       |
| 10. | «I Ain't the Same»                                  | 2:55       |
| 11. | «On Your Way»                                       | 3:05       |
| 12. | «Heavy Chevy» (додаткова композиція на 7" вінілі)   | 2:25       |
| 13. | «Pocket Change» (додаткова композиція на 7" вінілі) | 2:25       |
| 14. | «Mama» (додаткова композиція на 7" вінілі)          | 1:34       |

- Всі пісні написані гуртом Alabama Shakes

## Сертифікація
| Країна                | Сертифікація | Продажі |
| --------------------- | ------------ | ------- |
| Велика Британія (BPI) | Золотий      | 128 266 |
| США (RIAA)            | Золотий      | 500 000 |